# El viaje del Beagle

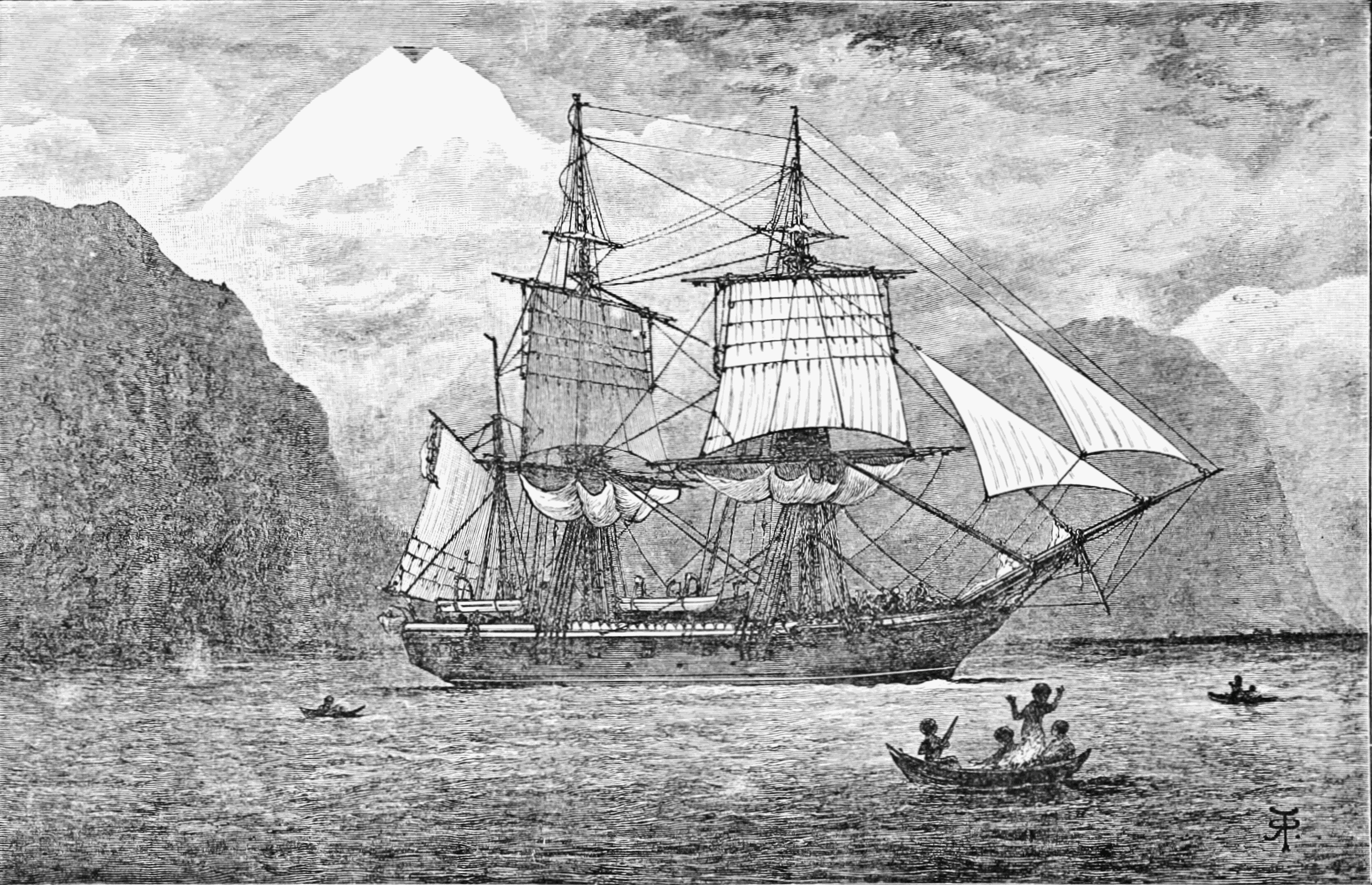
HMS Beagle en el paso por el estrecho de Magallanes con el Monte Sarmiento al fondo. Reproducción de la ilustración de R. T. Pritchett de la primera edición ilustrada del libro (1890).

El viaje del Beagle es el título más común del diario de viaje que Charles Darwin publicó en 1839, titulado originalmente Diario y Observaciones. El nombre con que fue publicado hace referencia a la segunda expedición del HMS Beagle, que zarpó de Plymouth el 27 de diciembre de 1831 al mando del capitán Robert FitzRoy. Aunque se calculó que el barco regresaría a los dos años, el HMS Beagle no volvió a tocar la costa de Inglaterra hasta el 2 de octubre de 1836, casi cinco años después. Darwin pasó la mayor parte de ese tiempo explorando la tierra firme, un total de tres años y tres meses. Los veintidós meses restantes los pasó en el mar.
El libro, que también ha sido conocido como Diario de Investigaciones, reúne sus memorias de viaje, así como anotaciones de índole científica relativas a la biología, la geología y la antropología que prueban la extraordinaria capacidad de observación de su autor. Aunque el trayecto del HMS Beagle pasó en ocasiones por los mismos lugares, Darwin ordenó las referencias científicas por lugares, en lugar de hacerlo cronológicamente. 
Este diario representa las primeras anotaciones que sugieren las ideas que más tarde llevarían a Darwin a escribir su teoría de la evolución por la selección natural.

## Publicación de la crónica de FitzRoy y el libro de Darwin
El capitán FitzRoy ofreció a Darwin contribuir con la redacción de una sección de historia natural en el diario de a bordo que el capitán escribía. Darwin accedió, y utilizó como documentación sus notas de campo y el diario que había ido enviando parte a parte a su casa para que supieran de él. 
La sección de la crónica de FitzRoy quedó concluida en septiembre de 1837. FitzRoy, que en calidad de capitán debía registrar la actividad diaria a bordo, contaba también con material escrito de otros viajes anteriores, así como los informes de expediciones anteriores de otros dos navíos que capitaneó y, por último, el cuaderno de bitácora del anterior capitán del HMS Beagle. Todo este material fue publicado en mayo de 1838, bajo el título Crónica de los viajes de inspección de los barcos de su majestad 'Adventure' y 'Beagle', reunida en cuatro tomos. En el primer volumen se relataba el primer viaje realizado por el comandante Phillip Parker King, el segundo reúne las anotaciones de FitzRoy durante el segundo viaje, el tercero contiene el Diario y Observaciones 1832-1835 de Darwin y el cuarto es un largo apéndice. 
La crónica de FitzRoy incluye además sus observaciones sobre el Diluvio, que reflejan su temprano interés por las teorías geológicas de Charles Lyell y comentarios sobre las características sobre sedimentos que consideró «nunca podrían haber sufrido una inundación de cuarenta días». Estas observaciones, realizadas con Charles Darwin durante el viaje, rechazaban el pensamiento científico de la época, que defendía una lectura literal de la Biblia. FitzRoy se había casado a la vuelta de su viaje, y su mujer era una persona muy religiosa.
La aportación de Darwin resultó bastante popular y el editor, Henry Colburn, de Londres, asumió la reimpresión del texto en agosto, con el nuevo título de Diario de Investigaciones sobre geología e historia natural, de los diversos países visitados por el H.M.S. Beagle. Esta reedición del texto se publicó aparentemente sin el consentimiento de Darwin y sin ningún tipo de consideración económica hacia su autor.

### Ediciones posteriores: aportaciones sobre la evolución
El libro fue reeditado en numerosas ocasiones, y publicado bajo diferentes títulos. La más conocida de las ediciones es la segunda, de 1844, revisada a la luz de las nuevas teorías evolucionistas de su autor. Esta edición, encargada por John Murray, sí proporcionó los correspondientes ingresos a Darwin. 
En la primera edición, y refiriéndose a la similitud entre la fauna de las islas Galápagos y la continental, Darwin señalaba: 

La circunstancia podría ser explicada, según algunos autores, mediante un poder generativo que hubiese actuado de acuerdo a la misma ley en un área muy extensa, pero no hay espacio en este trabajo como para afrontar este curioso hecho.

Las ediciones posteriores sugerían nuevas ideas sobre la evolución:

Considerando el reducido tamaño de aquellas islas, nos sentimos más que asombrados por la cantidad de criaturas autóctonas, y por su limitada expansión... cuando en un período geológicamente reciente el océano se separó aquí. Así pues, tanto en el espacio como en el tiempo, parece que hemos llegado cerca de un momento clave —el misterio de los misterios— la aparición primera de nuevos seres sobre la tierra.

Observando los pinzones, y estas variaciones en el tamaño y forma de sus picos, escribió que «uno podría realmente imaginar que de una sola raza de pájaros establecida en el archipiélago, otras especies han surgido mediante su adaptación a fines específicos».

## Contenido del libro - Escalas del Beagle
El índice del libro indica los lugares visitados por Charles Darwin, no el orden en que se realizaron estas visitas.
1. Santiago de Cabo Verde - Islas de Cabo Verde
2. Rocas de San Pedro
3. Rocas de San Pablo
4. Río de Janeiro
5. Maldonado, Uruguay
6. Desde Río Negro (Uruguay) a Bahía Blanca
7. Bahía Blanca
8. Punta Alta
9. De Bahía Blanca a Buenos Aires
10. Buenos Aires y Santa Fe
11. Banda Oriental y Patagonia Argentina
12. Santa Cruz (Patagonia argentina), y las Islas Malvinas
13. Tierra del Fuego
14. Estrecho de Magallanes, el clima de los mares del sur
15. Chile central
16. Isla de Chiloé y Archipiélago de Chonos
17. Concepción, Chile
18. Pasaje sobre la cordillera panamericana
19. Norte de Chile y Perú
20. Islas Galápagos
21. Tahití y Nueva Zelanda
22. Australia
23. Islas Cocos: Las formaciones de coral
24. Mauricio a Inglaterra